# Stazione di Arechi
La stazione di Arechi è una stazione ferroviaria, in esercizio dal 4 novembre 2013, costruita appositamente per il servizio ferroviario metropolitano di Salerno.

## Descrizione
La stazione prende il nome dall'omonimo stadio situato vicino ad essa, ed è altrettanto vicina all'Ospedale Ruggi d'Aragona. Con l'eventuale prolungamento della linea verso l'aeroporto di Salerno, la stazione che è di testa, diventerebbe passante con l'innesto dei binari nella Ferrovia Tirrenica Meridionale.

## Servizi
- Sottopassaggio
- Servizi igienici
- Ascensore
- Capolinea bus turistici
- Biglietteria automatica